# Cubryńska Dziura I
Cubryńska Dziura I (Dolna Dziura) – jaskinia w Dolinie Rybiego Potoku w Tatrach Wysokich. Wejście do niej znajduje się w północnym zboczu Cubryny opadającym z Małej Galerii Cubryńskiej, w pobliżu jaskiń Cubryńska Dziura II i Cubryńska Dziura III, na wysokości 2000 metrów n.p.m. Długość jaskini wynosi 27 metrów, a jej deniwelacja 11,5 metra. 

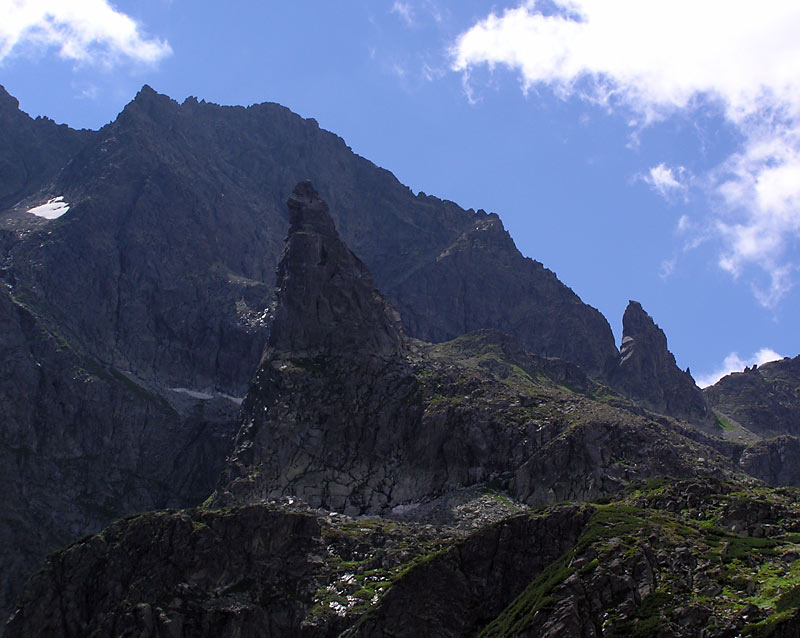
Zaraz za Mnichem z małą ilością śniegu Mała Galeria Cubryńska. Powyżej niej ściana Cubryny

## Opis jaskini
Jaskinia składa się z dwóch równoległych kominów. Jeden ma 5 metrów wysokości i dochodzi się do niego ze stromo wznoszącego się, a później opadającego korytarza, który ma początek w bardzo dużym otworze wejściowym (8 metrów wysokości, szerokość od 2 do 5 metrów).. 
Do drugiego komina. o wysokości 4 metrów, można dostać się ciągiem (stroma ścianka i dwa prożki), odchodzącym z korytarza tuż przy otworze.

## Przyroda.
W jaskini występuje deszcz podziemny. Ściany są wilgotne. Do końca korytarzy dochodzi światło. 
Rosną w niej porosty, mchy i paprocie.

## Historia odkryć
Ze względu na to, że bardzo duży otwór jaskini jest dobrze widoczny ze szlaku prowadzącego do Wrót Chałubińskiego wiedziano o niej od dawna.  
Jak podał Władysław Cywiński, pierwszymi, którzy zwiedzili jaskinię byli A. Lachiewicz i M. Pawlikowski. Było to 24 września 1999 roku przy okazji wspinaczki drogą o nazwie Cubryński Komin z Dziurami. Jaskinię nazwano wtedy Dolna Dziura.